# Dick Wilson (Musiker)

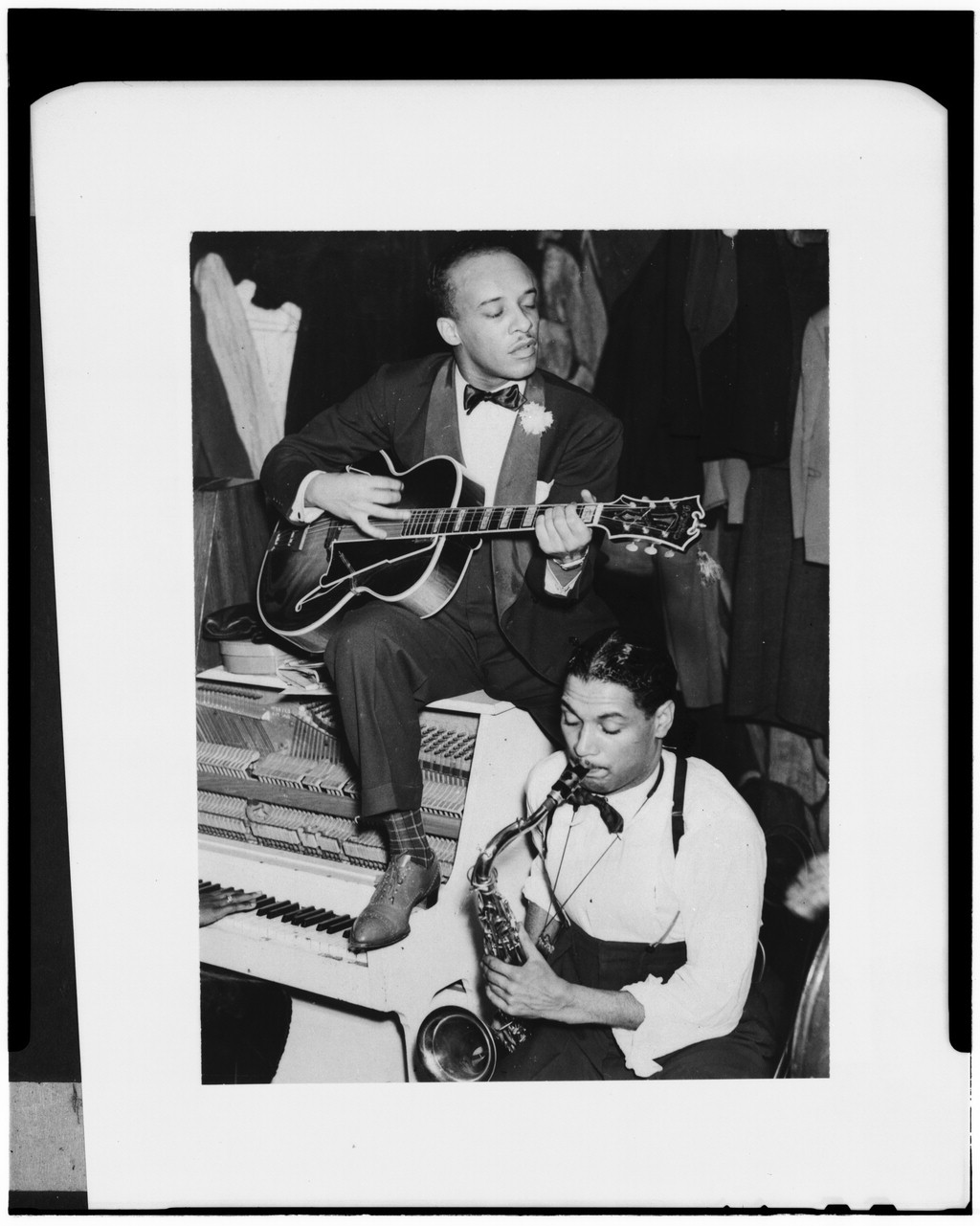
Dick Wilson mit dem Gitarristen Floyd Smith, Howard Theater, Washington, D.C., vor 1942.
Fotografie von William P. Gottlieb.

Richard „Dick“ Wilson (* 11. November 1911 in Vernon, Illinois; † 24. November 1941 in New York) war ein US-amerikanischer Jazz-Tenorsaxophonist des Swing. Bekannt wurde er durch sein Spiel in der Band Twelve Clouds of Joy von Andy Kirk.

## Leben und Werk
Wilson hatte Unterricht bei Joe Darensbourg und spielte zunächst in lokalen Gruppen in Vernon und Portland, arbeitete danach an der Westküste und in Denver, etwa bei Eugene Coy und bei Zach Whyte. Von 1936 an bis zu seinem frühen Tod spielte er in der Formation Twelve Clouds of Joy des Bandleaders Andy Kirk und war einer der herausragendsten Solisten dieser Swingband. Er brillierte in Aufnahmen wie Steppin’ Pretty, Christopher Columbus, Froggy Bottom, Lotta Sax Appeal, Bearcat Shuffle und Walkin’ and Swingin’, In the Groove, Wednesday Night Hop (alle aus dem Jahr 1937) sowie The Count und Twelfth Street Rag (1940). Wilson war auch im Jahr 1940 an Aufnahmen der Pianistin Mary Lou Williams beteiligt (Harmony Blues und Zonky).
Wilsons Spielweise ist an Herschel Evans und Chu Berry orientiert; er wird vor allem mit den legendären Jam-Sessions, den „Cutting Contests“ in der goldenen Epoche des Kansas City Jazz, in Erinnerung bleiben, in denen er im musikalischen Wettstreit mit Saxophonisten wie Lester Young, Herschel Evans, Ben Webster, Buster Smith und zuletzt Charlie Parker stand.

## Diskographie
- Andy Kirk: 1936–1937, 1937–1938 (Classics)
- Mary Lou Williams: 1927–1940 (Classics)